# 연합적 수장권
연합적 수장(Federal headship) 혹은 연방 머리는 연맹이나 계약 하에 연합된 집단의 대표를 의미한다. 예를 들어, 한 나라의 대통령은 그 나라의 연방 수장으로 여겨질 수 있으며, 전 세계 사람들 앞에서 그 나라를 대표하고 연설한다. 창조 질서와 관련해 머리 직분의 개념은 기독교 신학에서 하나님, 예수, 남자와 여자와 관련해 가르친다. 이것은 역사적으로 여러 기독교인의 머리 덮개 관행을 통해 외적 측면으로도 반영되었다.

## 기독교
기독교 신학에서는 계약적 수장 또는 언약적 대표라고도 불리며 이 개념은 성경에 나오는 언약의 개념을 설명하는데 사용된다. 특히 로마서 5장 12~21 절과 같은 구절에 적용되어 온 인류와 아담의 관계, 구속받은 인류와 마지막 아담이라 불리는 예수 그리스도의 관계를 설명하고 있다. (아담이 온 인류를 대표하는 첫 연방 머리이며 예수가 두번째 아담 역할이다.)
이러한 이해에 따르면, 인류의 연방 수장인 아담은 그의 불순종으로 인해 온 인류를 죄와 비참함과 죽음에 빠뜨린 것이며 그리스도는 아버지 하나님께 대한 완전한 순종으로 그의 모든 백성을 위한 영생과 축복을 얻은 것이다.
고린도전서 11:2–13Template:Bibleverse with invalid book 에 나오는 머리 덮개 의식에 관한 지시에서 사도 바울은 자신의 가르침의 근거를 "하나님의 머리 직분과 그리스도의 머리 직분과 남자의 머리 직분"에 두었다. 신약학자 벤 위더링턴 3세는 이 구절의 역사적 해석을 다음과 같이 설명한다.
"(1) 여자들은 머리 덮개를 쓰고 있는 한 예배에서 기도하고 예언할 수 있다. (2) 예배에서는 하나님의 영광만이 나타나야 하고 여자의 머리털은 자기의 영광이요, 그녀는 남자의 영광이므로 그 '영광'이 머리수건 안에 감춰져야 하느니라. 그 머리 덮개는 그녀가 예배중에 말할 수 있다는 (3) 권위의 표시이기도 하며, 마지막으로 (4) '천사들로 말미암아'는 그들이 창조와 예배의 합당한 질서를 지키는 수호자임을 의미하며, 머리 덮개는 남성과 여성의 구별을 보존하는 동시에 여성의 발언권을 확증다. 모두가 볼 수 있는 것은 그녀의 머리 위에서 내려지나 머리 위에 놓여진 '권위'이다..."

## 같이 보기
- 언약신학
- 칼빈주의
- 전가된 의로움